# Liste der vom Guide Michelin ausgezeichneten Restaurants in Schweden
In der Liste der vom Guide Michelin ausgezeichneten Restaurants in Schweden finden sich alle Restaurants, die mit mindestens einem Stern ausgezeichnet wurden (Stand 2022). Eines ist mit drei Sternen ausgezeichnet, 4 mit zwei Sternen und 14 mit einem Stern.

## Liste
| Ausgezeichnete Restaurants                                  | Ausgezeichnete Restaurants | Ausgezeichnete Restaurants | Ausgezeichnete Restaurants            | Ausgezeichnete Restaurants |
| ----------------------------------------------------------- | --- | --- | ------------------------------------- | -------------------------- |
| Karte mit allen Koordinaten der Restaurants: OSM \| WikiMap | | |                                       |                            |
| Sterne                                                      | Restaurant | Beschreibung | Ort                                   | Bild                       |
|                                                             | Frantzén | Björn Frantzén und Daniel Lindeberg betrieben seit 2008 das nach ihnen benannte Restaurant, in dem sie skandinavische Esskultur mit asiatischer kombinierten. Seit Mai 2013 heißt das Restaurant nur noch Frantzén, da Daniel Lindeberg mit einer Bäckerei in Nacka seine eigenen Wege gehen will. | Stockholm-Södermalm (Gamla stan) Lage |                            |
|                                                             | Aloë | | Stockholm                             |                            |
| Gastrologik                                                 | Das Ende Oktober 2011 eröffnete Restaurant steht unter der Leitung von Jacob Holmström und Anton Bjuhr und hat sich der Neuen Nordischen Küche verschrieben. Holmström ist dabei für den salzigen und Bjuhr für den süßen Part samt dem Backen zuständig.                                                                      | Stockholm-Östermalm Lage |                                       |                            |
| Oaxen Krog                                                  | | Stockholm-Djurgården Lage |                                       |                            |
| Vollmers                                                    | | Malmö |                                       |                            |
|                                                             | Agrikultur | | Stockholm                             |                            |
| Aira                                                        | | Stockholm |                                       |                            |
| bhoga                                                       | Das in der Norra Hamngatan gelegene Restaurant wird von Gustav Knutsson und Niclas Yngvesson betrieben. Knutsson ist zugleich Chefkoch, während Jesper Säll der Sommelier des Restaurants ist. Das Bhoga hat eine skandinavische Küche mit Fokus auf Gemüse. 2014 erhielt es einen Michelin-Stern.                             | Göteborg Lage |                                       |                            |
| Ekstedt                                                     | Das Ekstedt hat eine Küche, die als innovativ rustikal beschrieben wird und ohne Strom auskommt. | Stockholm-Östermalm Lage |                                       |                            |
| Etoile                                                      | | Stockholm |                                       |                            |
| Hotell Borgholm                                             | | Borgholm |                                       |                            |
| Koka                                                        | | Göteborg |                                       |                            |
| Operakälleren                                               | Das Restaurant Operakälleren befindet sich im Wintergarten-Anbau der Königlichen Oper von Stockholm. | Stockholm-Norrmalm Lage |                                       |                            |
| PM & Vänner                                                 | | Växjö |                                       |                            |
| Project                                                     | | Göteborg |                                       |                            |
| SK Mat & Människor                                          | | Göteborg Lage |                                       |                            |
| Sushi Sho                                                   | | Stockholm |                                       |                            |
| ÄNG                                                         | | Tvååker |                                       |                            |
| 28+                                                         | Seit 1985 gibt es das 28+ in Göteborg. Chefkoch Hans Borén arbeitet dort seit 1996 und kombiniert die Technik der französischen Küche mit schwedischen Zutaten. | Göteborg Lage |                                       |                            |
| Ehemalige ausgezeichnete Restaurants                        | | |                                       |                            |
|                                                             | Daniel Berlin | Das Daniel Berlin ist ein familiebetriebenes Restaurant in Schonen. 2016 erhielt es seinen ersten Stern im Guide Michelin. Zwei Jahre darauf den zweiten. | Tomelilla                             |                            |
| Fäviken Magasinet                                           | | Järpen |                                       |                            |
|                                                             | | |                                       |                            |
| Ambiance à Vindåkra                                         | 2010 wurde das Restaurant von dem französischen Chefkoch Karim Khouani eröffnet. 2015 erhielt das Restaurant einen Stern im Guide Michelin. Ende 2016 verkaufte Khouani das Restaurant und begann im Sture zu arbeiten. | Malmö Lage |                                       |                            |
| Bloom in the Park                                           | | Malmö Lage |                                       |                            |
| Esperanto                                                   | Das Restaurant, das im ehemaligen Jarlateatern untergebracht ist, serviert sowohl schwedische als auch japanisch inspirierte Gerichte. Seit 2007 halten sie ihren Michelin-Stern. | Stockholm-Östermalm Lage |                                       |                            |
| Fond                                                        | Der Chefkoch und Eigentümer des Fond, Stefan Karlsson, arbeitet seit über 20 Jahren in der Gastronomie Göteborgs. Sein Restaurant serviert Gerichte aus möglichst lokalen hochqualitativen Zutaten. | Göteborg Lage |                                       |                            |
| F12                                                         | Mathias Dahlgren ist Mitbegründer dieses Restaurants, das zeitgenössische, schwedische Jahreszeitenküche mit asiatischen Einflüssen bietet. | Stockholm-Norrmalm Lage | Bild gesucht BW                       |                            |
| Imouto                                                      | | Stockholm |                                       |                            |
| Kock & Vin                                                  | Koch Claes Grännsjö versucht in seiner Küche einheimischen Zutaten einen Dreh zu geben. | Göteborg Lage |                                       |                            |
| Lux Stockholm                                               | In dem nun denkmalgeschützten Backsteingebäude des einstigen Firmensitzes von Electrolux ist in der ehemaligen Firmenkantine seit 2003 das Restaurant Lux Stockholm untergebracht. Der Restaurantname bezieht sich auf den ursprünglichen Namen der Firma. Der Guide Michelin bezeichnet den Kochstil als innovativ.           | Stockholm-Kungsholmen Lage |                                       |                            |
| Mathias Dahlgren-Matbaren                                   | Matbaren teilt sich den Eingang mit Matsalen, ist jedoch etwas weniger formell im Ambiente. | Stockholm-Norrmalm Lage |                                       |                            |
| Mathias Dahlgren-Matsalen                                   | Wie auch die Matbar ist das Restaurant von Mathias Dahlgren zum Grand Hôtel Stockholm zugehörig. Matsalen öffnete 2007 im Bolinderska Palatset. Mathias Dahlgren, einer der Initiatoren der Neuen Nordischen Küche, bezeichnet seine Küche als „natürlich“.                                                                    | Stockholm-Norrmalm Lage |                                       |                            |
| SAV                                                         | | Malmö |                                       |                            |
| Sjömagasinet                                                | Chefkoch Gustav Trägårdh hat in seiner Ausbildung u. a. ein Jahr im Drei-Sterne-Restaurant The Waterside Inn von Alain Roux gearbeitet und wurde 2010 als Swedish Chef of the Year ausgezeichnet. Das Restaurant befindet sich auf dem Hafengelände und ein 1775 erbautes Lagerhaus der East India Company.                    | Göteborg Lage |                                       |                            |
| Sture                                                       | Ursprünglich hieß das über 100 Jahre alte Restaurant Sturehof, nunmehr nur Sture. Nach dem Kauf des Restaurants durch Ove Linde und Hans Fribergh wurde es aufwendig restauriert und Karim Khouani, der vormals das Ambiance à Vindåkra betrieb, als Chefkoch engagiert. 2017 erhielt das Sture einen Stern im Guide Michelin. | Malmö |                                       |                            |
| Thörnströms Kök                                             | Das Restaurant unter der Leitung von Håkan Thörnström öffnete 1997 seine Türen und hat eine zeitgenössische, schwedische Jahreszeitenküche, die Thörnström als unprätentiös .bezeichnet. | Göteborg Lage | Bild gesucht BW                       |                            |
| Upper House                                                 | Unter der Leitung von Gabriel Melim Andersson erhielt das Restaurant im gleichnamigen Hotel 2016 seinen ersten Stern. Das Restaurant wurde 2012 gegründet und verwendet lokale, saisonale Zutaten. Auf dem Dach befinden sich Bienenstöcke, die im Restaurant verwendeten Honig produzieren.                                   | Göteborg |                                       |                            |